# Dagsbergs kyrka

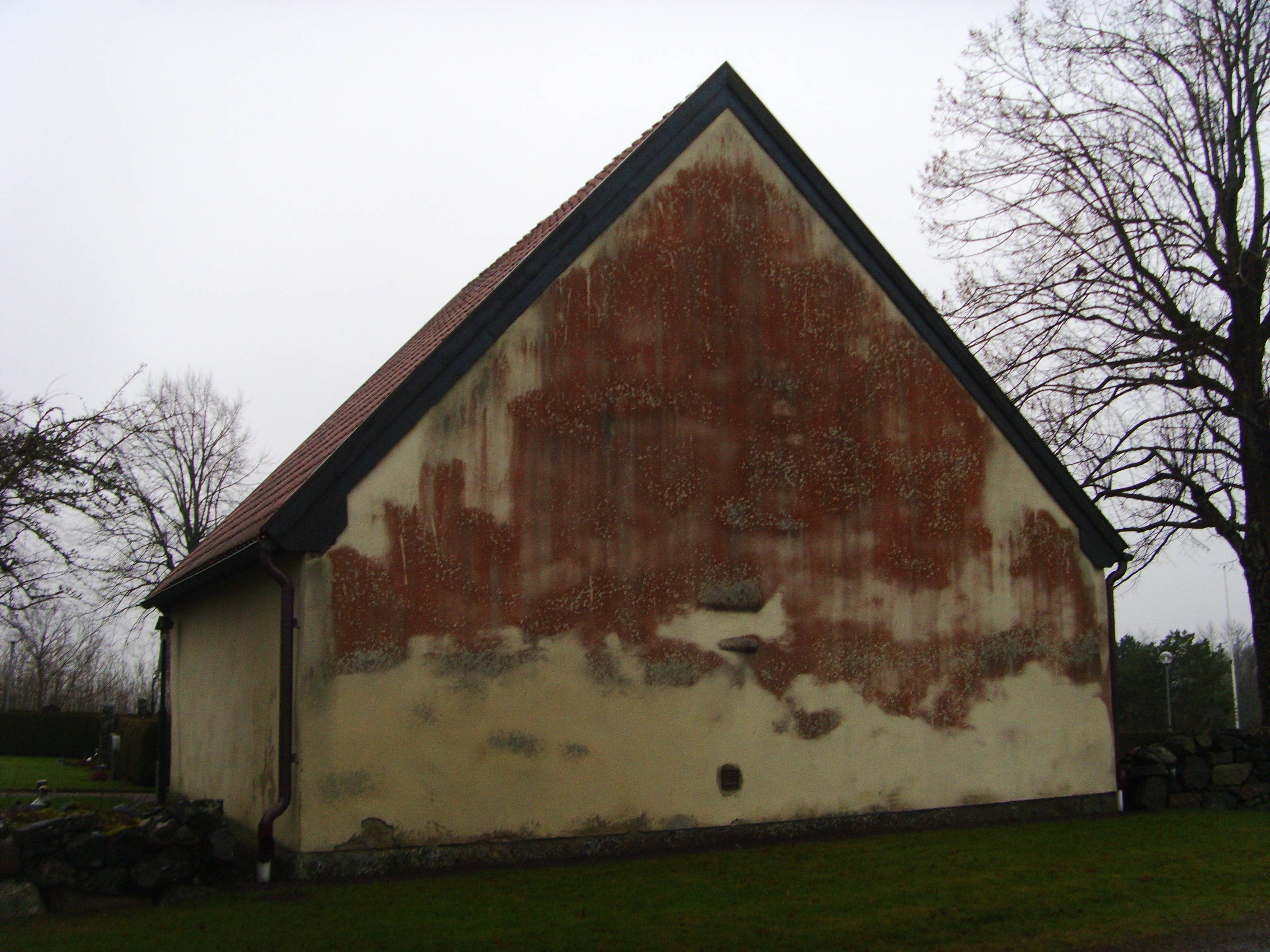
Alldeles intill kyrkan finns en stenbod av äldre karaktär, dess konstruktion med tjocka murar, samt en vindslucka på framsidan med osymmetrisk placering och med en tjock stenfot möjliggör ett medeltida ursprung.

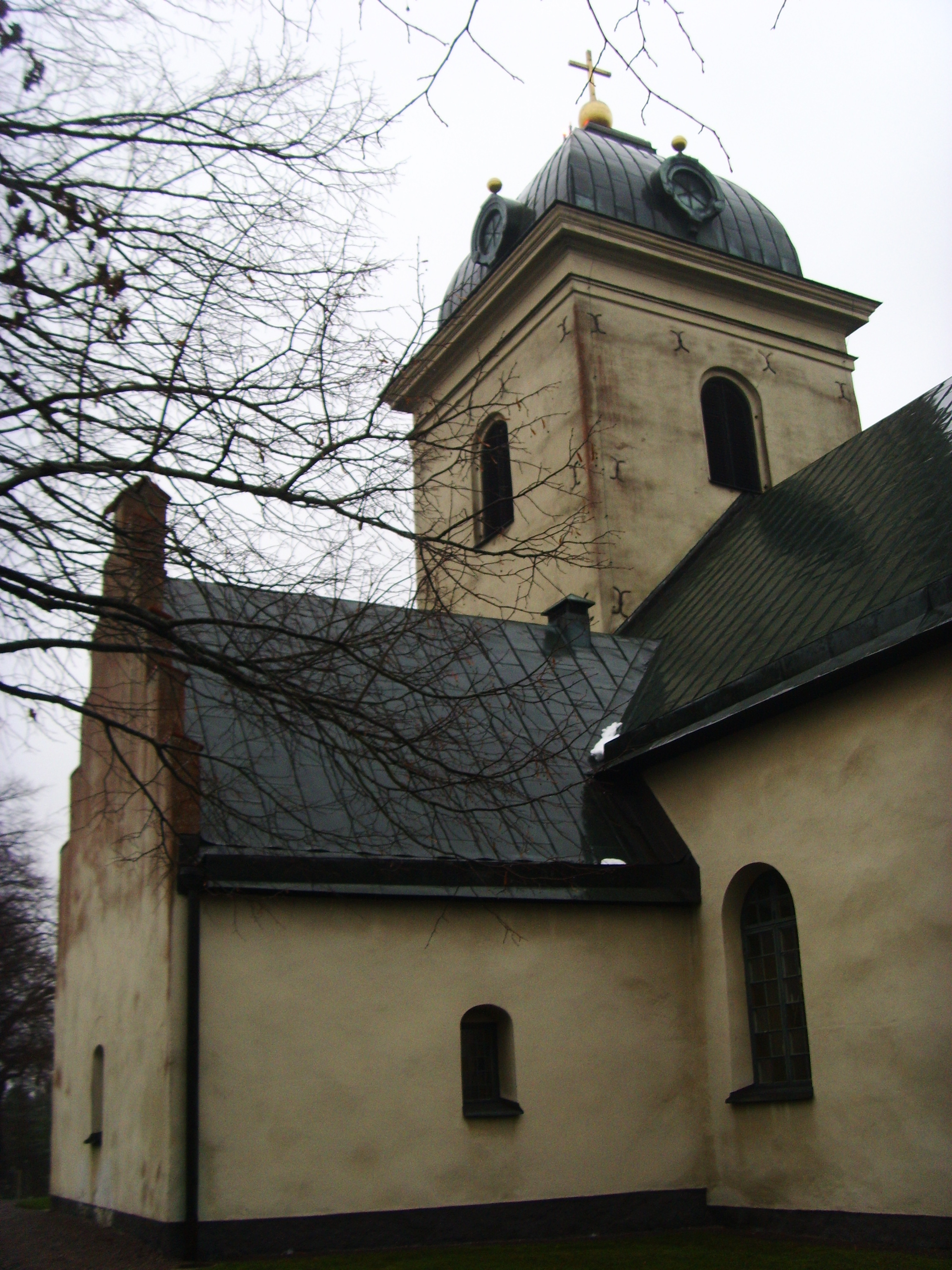
Det forna vapenhuset från 1400-talets andra hälft byggdes om på 1770-talet till en sakristia. Trappstegsgaveln till denna är senmedeltida.

Dagsbergs kyrka är en kyrkobyggnad  i Västra Vikbolandets församling i Linköpings stift och Norrköpings kommun. Kyrkans äldsta delar är tidigmedeltida, men den har byggts till sedan dess, bland annat tillkom tornet under andra hälften av 1700-talet.
Kyrkans gatuadress är Dagsberg 2, 605 91 Norrköping.

## Äldsta tider
Man antar att kyrkberget Dagsberg har varit en forntida kultplats. Första stavkyrkan torde ha uppförts på 1000-talet, från denna epok finns fragment av eskilstunakistor. Äldre är två skilda runstensfragment, av vilka den ena (Ög 146) omnämner fadern Ärkel och sonen Ofrad och den andra en (Ög 145) dagsbergsbo som stupade i Ingvar Vittfarnes härskara österut.

## Kyrkobyggnaden
Under kyrkgolvet finns grundmurar från 1200-talets första årtionden. Denna kyrka ombyggdes på 1300-talet och under 1400-talets andra hälft. Den nuvarande kyrkan byggdes 1777–1779, då stora delar av den medeltida kyrkan revs. Av det forna vapenhuset gjorde man en sakristia, där trappgaveln kan beses exteriört och ett valv interiört. Tornet ritades av byggmästaren Abraham Pousette och färdigställdes 1782. Det nya tornet ersatte ett stentorn sammanbyggt med den medeltida kyrkan och en fristående klockstapel av trä placerad på kyrkogården. Dessa två omnämns på en sockenstämma 1772. I det nuvarande tornet hänger två kyrkklockor. Den större är från 1500-talets andra hälft, blev omgjuten 1790, men om den mindre vet inte mer än att den omgöts 1839.

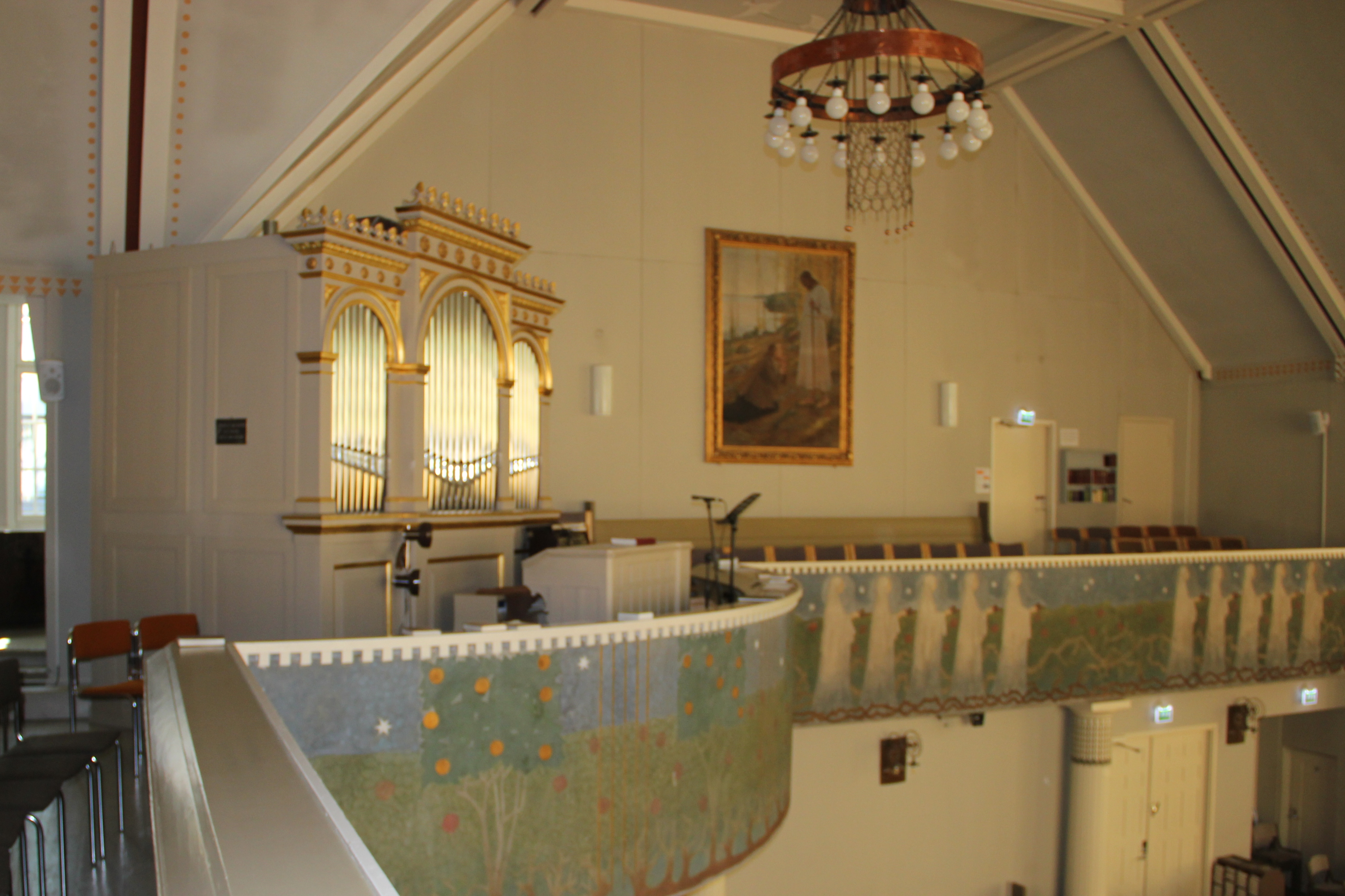
Setterqvist-orgel, nuförtiden i Det heliga hjärtats kapell i Helsingfors, Finland.

## Orgel
- 1706 repareras en orgel av Johan Agerwall, Söderköping. 1710 lagar samma person orgelbälgarna. 1727 lagas orgelbälgarna ingen av okänd person. 1730 köper man 7 stycken nya skinn till orgelbälgarna och organisten i Östra Stenby församling renoverar orgeln. 1734 förbättrar organisten i Stenby bälgarna.[1] 1773 finns ett uråldrigt positiv med 5 stämmor[2]
- 1811 bygger Johan Ewerhardt (1760-1847), Stockholm en orgel med 6 1⁄2 stämmor.
- 1890 bygger E. A. Setterquist & Son, Örebro, en orgel med 8 stämmor med Oktavkoppel och Piano- och Fortekoppel. Orgeln blev avsynad 4 november 1890 av musikdirektör Jonas Fredrik Törnvall i Linköping. [3]
- Den nuvarande orgeln är mekanisk och byggd 1961 av A. Magnussons Orgelbyggeri, Göteborg. Fasaden är från 1961.

| Huvudverk I     | Svällverk II  | Pedal        | Koppel |
| Spetsgedackt 8’ | Gedackt 8’    | Subbas 16’   | I/P    |
| Princial 4’     | Rörflöjt 4’   | Hålflöjt 8’  | II/P   |
| Koppelflöjt 4’  | Principal 2’  | Rörpommer 4' | II/I   |
| Waldflöjt 2’    | Kvintadena 2’ |              |        |
| Mixtur III-IV   | Nasat 1 1⁄3'  |              |        |
|                 | Dulcian 8'    |              |        |
|                 | Tremulant     |              |        |

## Bildgalleri

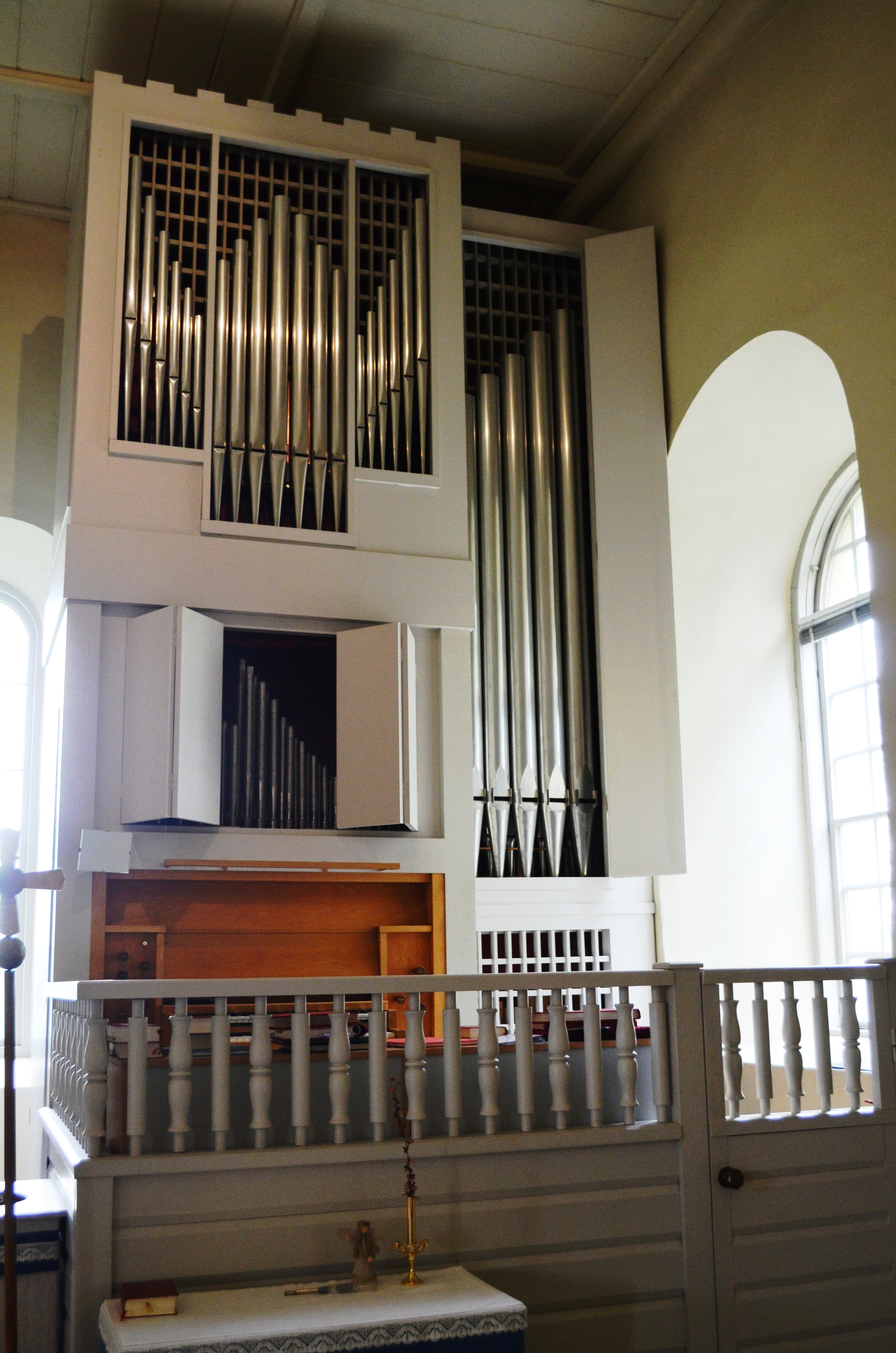
Dagsbergs kyrkas kyrkorgel
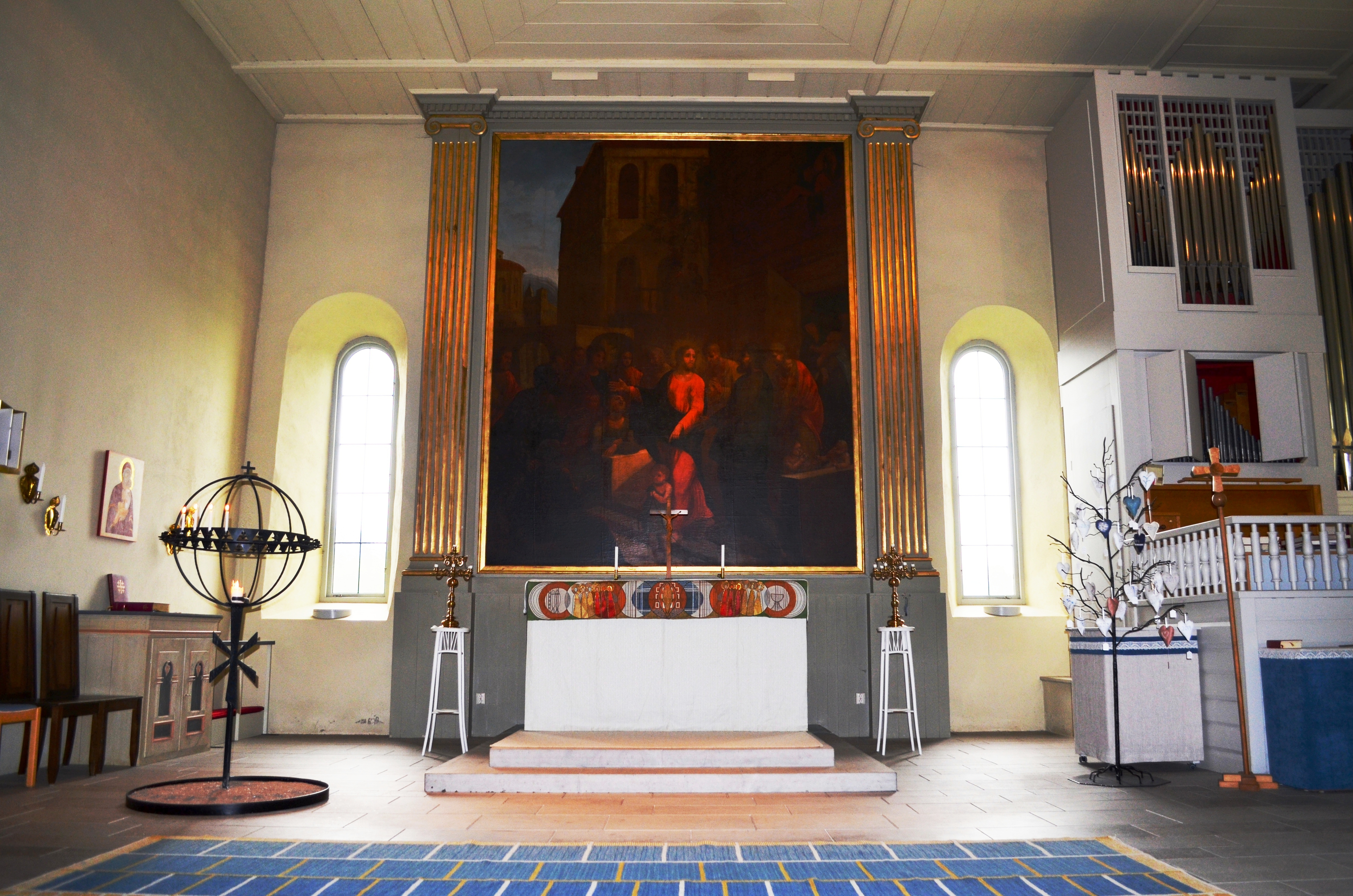
Dagsbergs kyrkas altare
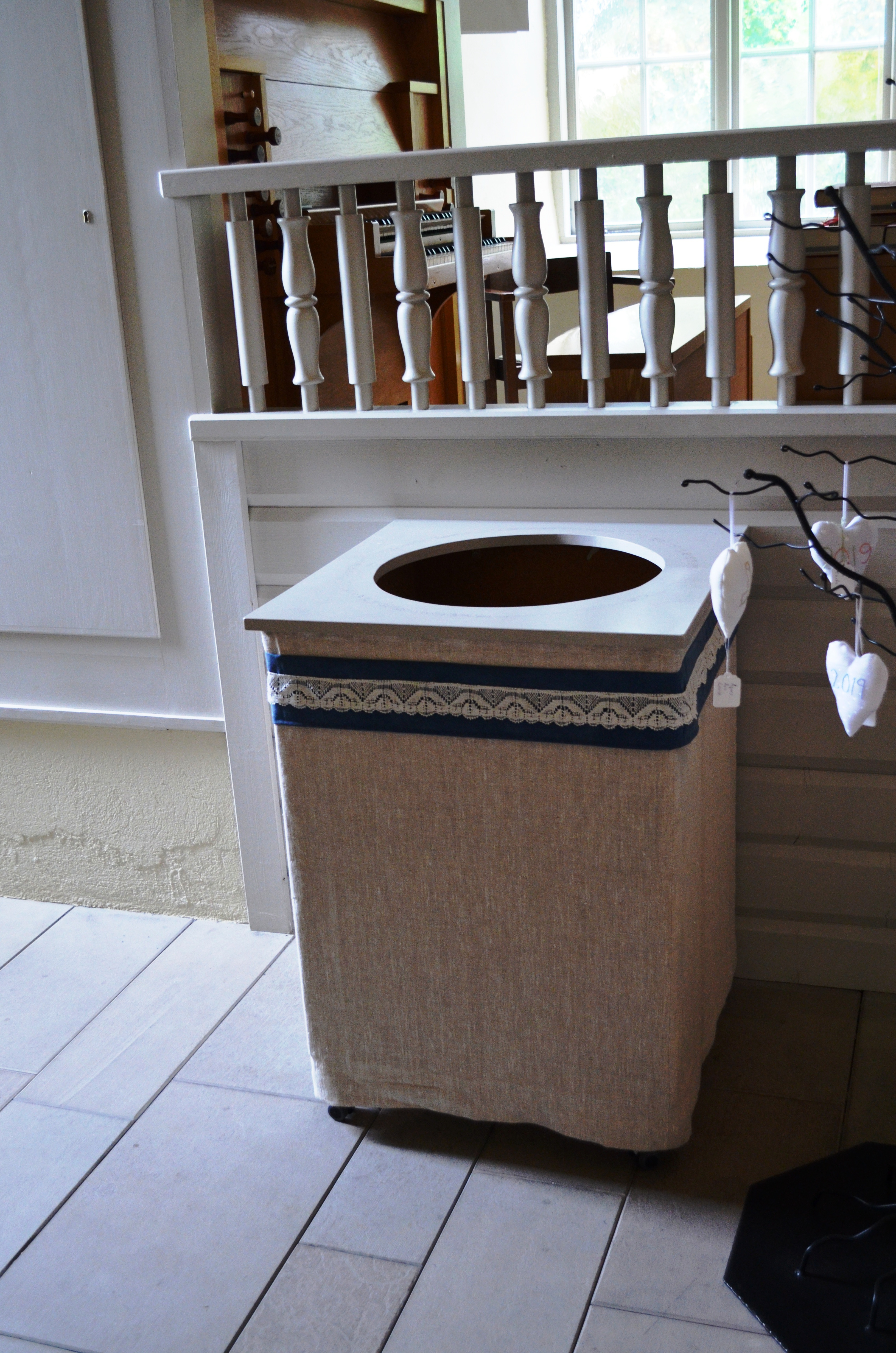
Dagsbergs kyrkas dopfunt
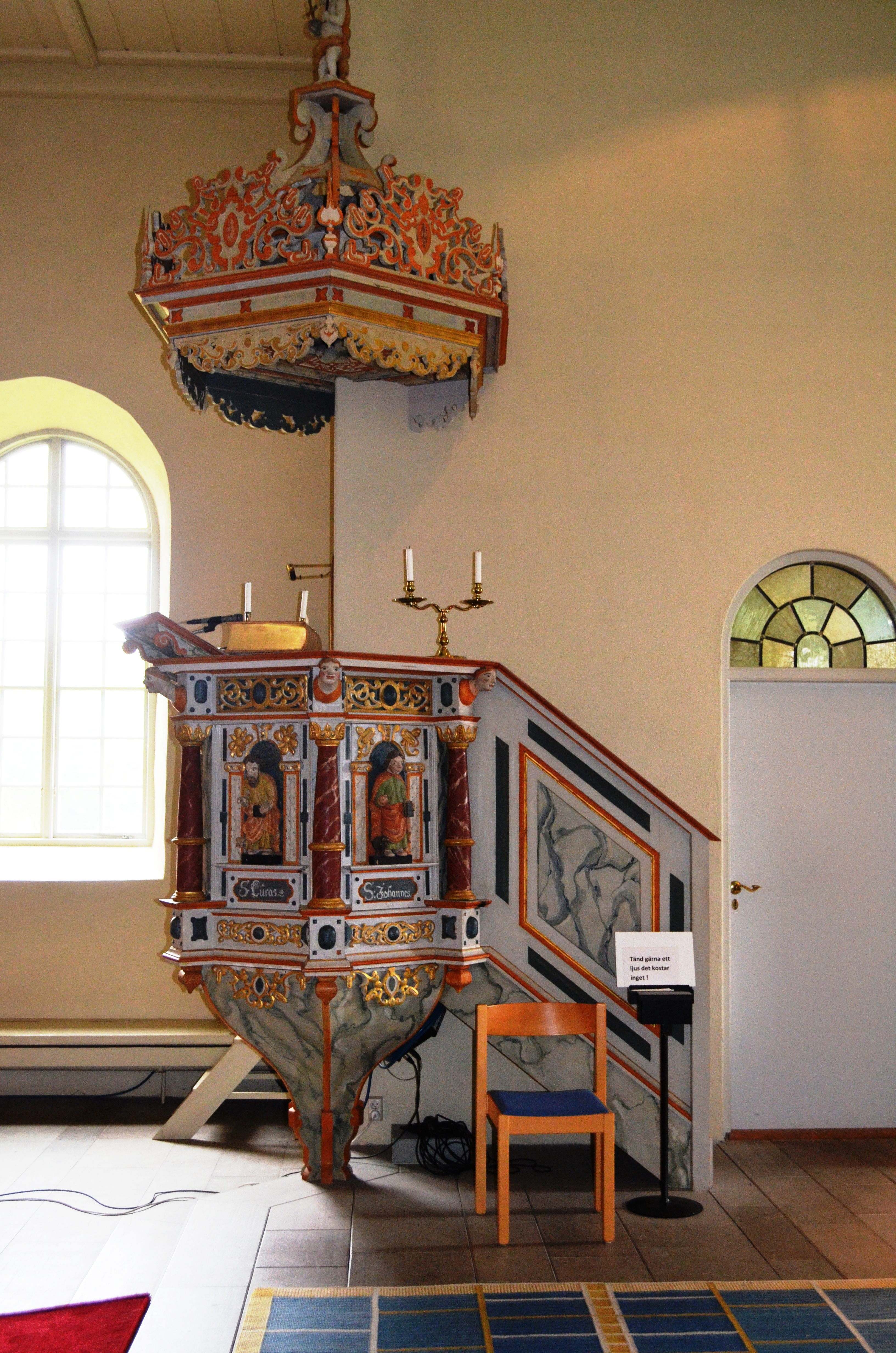
Dagsbergs kyrkas predikstol
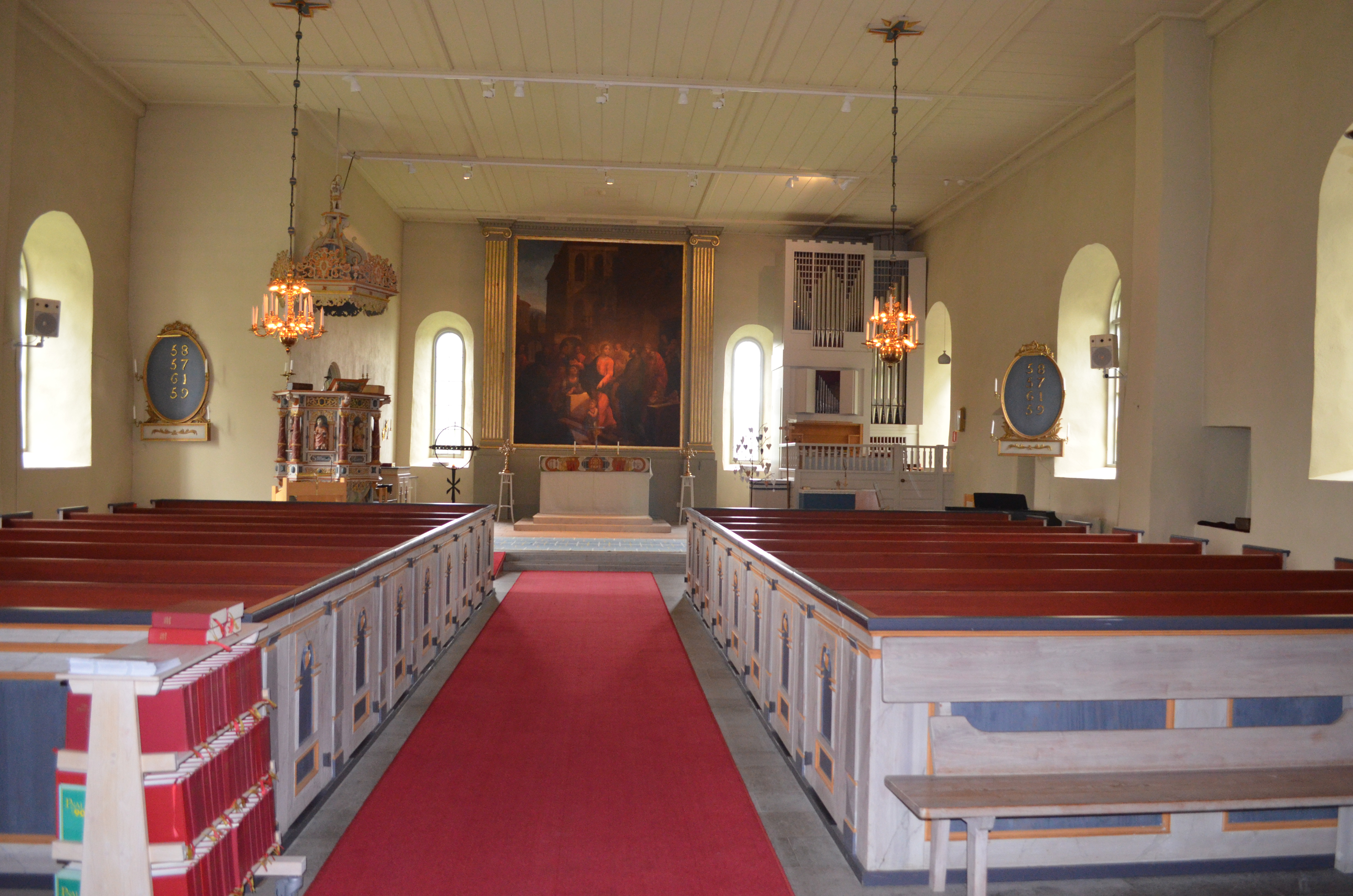
Dagsbergs kyrkas kyrksal